# RG–6
Az RG–6 (GRAU-kódja: 6G30) orosz forgótáras gránátvető, melyet 1993 és 1994 között fejlesztett ki a tulai Központi Sport- és Vadászfegyver Tervezőirodában (CKIB SZOO) a fegyvercső alá szerelhető gránátvetők és a kezelőszemélyzetet igénylő automata gránátvetők közötti űr kitöltésére.
A fegyver kifejlesztésére nagy hatást gyakorolt a Milkor MGL gránátvető, néhány különbséggel. A fő különbség az, hogy az RG–6 hüvely nélküli lőszert használ. A gránátvetőbe hat gránátot lehet tölteni egy forgó tárba. Habár az RG–6 gránátvetőnek számos egyedi tulajdonsága van, a sajátos lőszer miatt rendszeresítették.
Az új egyedi, gyors tüzelésű több lövetű gránátvető szükséges volt, hogy megnöveljék a gyalogság tűzerejét városi harcok folyamán. A gránátvetőt kis számban gyártották az 1990-es évek közepén, jelenleg az orosz hadsereg és az orosz speciális erők különféle alakulatai használják, illetve az orosz belügyminisztérium különleges alakulatai.
A GP–25 és a GP–30 gránátvetőkhöz hasonlóan az RG–6 VOG–25 és VOG–25P hüvely nélküli 40 mm-es repeszgránátokat, illetve a „Gvozgy” (Karom) nem halálos könnygázt használ. Gyakorló és világító lőszereket is lehet hozzá használni. Ezeknek a gránátoknak nincs hüvelyük, így nem hagynak semmit a csőben tüzelés után. Emiatt az újratöltés nagy mértékben egyszerűsödik és gyorsul, mivel nem kell eltávolítani az üres hüvelyeket.
Az RG–6 gránátvetőt elölről kell betölteni. Újratöltéskor a dobtár oldalra kinyílik, így hozzáférhetővé válik a henger. Az irányzékokat be lehet hajtani, így kényelmesebbé válik a szállítás és a tárolás. A fegyver tusa teleszkópos, a fegyver testébe tolható, mikor a fegyvert nem használják.
Az RG–6 gránátvetőket használták a csecsen konfliktusok folyamán, ahol a jelentésekből kiderül, hogy megfelelő használat során igen hatékony fegyver.